# ЦКБ-29
ЦКБ-29 НКВД — второе и последнее в авиапромышленности «Опытно-конструкторское бюро», созданное в конце 1938 года из числа заключённых авиаконструкторов и авиаинженеров. Первое название — «Спецтехотдел».
В авиационной промышленности предшественником ЦКБ-29 НКВД было ЦКБ-39 ОГПУ имени Менжинского.
ЦКБ-29 НКВД представляло собой специальное подразделение НКВД, призванное выполнять задания правительства по созданию новой авиационной техники для нужд РККА. Состояло из четырёх бригад, руководителями которых были главные конструкторы, осуждённые по 58-й статье УК РСФСР:
- Владимир Михайлович Петляков;
- Владимир Михайлович Мясищев;
- Андрей Николаевич Туполев;
- Дмитрий Людвигович Томашевич.

За свою историю ЦКБ-29 НКВД, позже получившее неофициальное название «Туполевская шарага», сменило три адреса, основным из которых стало здание КОСОС в Москве на ул. Радио, дом 22-24:
Этот дом знают многие, но не все знают, да и кто бы мог предположить, что в этом доме… было спец КБ? Да — «Туполевская шарага» — так это учреждение и называлась, когда с весны 1939 по июль 1941 года здесь размещалось пресловутое ЦКБ-29.Е. Л. Залесская «Туполевская шарага» в рисунках А. М. Черёмухина
 В ЦКБ-29 НКВД были созданы самолёты Второй мировой войны: пикирующий бомбардировщик Пе-2 и фронтовой пикирующий бомбардировщик Ту-2.
О работе ЦКБ-29 НКВД Леонидом Львовичем Кербером были написаны мемуары, изданные под названием «Туполевская шарага».

## История ЦКБ-29 НКВД

### Начало деятельности в колонии для беспризорников

Первые дома трудовой коммуны в Болшево, где в 1938 году началась история ЦКБ-29 НКВД (снимок 1927 г.)

Первый опыт создания режимных учреждений, таких, как ЦКБ-39 ОГПУ им. Менжинского авиаконструкторов Д. П. Григоровича и Н. Н. Поликарпова и лаборатория лидера несуществующей «Промпартии» Л. К. Рамзина и некоторых других, не пропал даром. В конце 1930-х годов экономическая деятельность НКВД на новом витке приняла небывалый размах. От штучного производства тюремных КБ десятилетней давности «стражи революции» перешли к массовой организации отраслевых научно-технических «шараг». Начальник 4-го специального отдела НКВД В. А. Кравченко, обладавший всеми необходимыми качествами чекиста, организовывал всё новые и новые трудовые колонии для научно-технической интеллигенции. Почти ежедневно Л. П. Берия докладывал Сталину об очередных успехах. Выведенная в недрах НКВД формула научно-технического прогресса выглядела до гениальности просто — 58 статья УК РСФСР. Военная коллегия Верховного Суда с трудом успевала за растущими аппетитами ведомства В. А. Кравченко.
В начале 1938 года в бывшую трудовую колонию для беспризорных подмосковного посёлка Бо́лшево, хорошо известную по первому советскому звуковому фильму «Путёвка в жизнь», снятому в 1931 году, из лагерей ГУЛАГа стали свозить зеков, причастных к авиапрому. Вскоре здесь оказались арестованные в разное время: Н. И. Базенков, Р. И. Бартини, В. С. Денисов, Ю. В. Калганов, Б. М. Кондорский, И. М. Косткин, Ю. А. Крутков, И. М. Лопатин, Д. С. Марков, В. М. Мясищев, А. В. Надашкевич, Н. С. Некрасов, М. П. Номерницкий, Г. А. Озеров, В. М. Петляков, М. Н. Петров, Е. И. Погосский, А. И. Путилов, А. Ю. Рогов, Т. П. Сапрыкин, Б. А. Саукке, Н. А. Соколов, А. Э. Стерлин, Б. С. Стечкин, Е. К. Стоман, Д. Л. Томашевич, А. Н. Туполев, А. М. Черёмухин, В. А. Чижевский, А. С. Файнштейн, Г. С. Френкель и многие другие. Весь «спецконтингент» был разделён на 4 бригады, каждая из которых по заданию НКВД трудилась над своим проектом. Территория колонии «Болшево» занимала большой лесной массив, огороженный глухим забором с колючей проволокой. В зоне имелось три барака: в первом, спальном бараке, ночевали заключённые и находилась охрана, второй занимала кухня-столовая, большой третий барак был оборудован столами и чертёжными досками. Руководил спецобъектом, а позже ЦКБ-29, полковник НКВД Григорий Яковлевич Кутепов — бывший слесарь завода 39, а затем мелкий охранник в ЦКБ-39 ОГПУ им. Менжинского.
Нередко задания, выданные НКВД, были совершенно нереальны. Так, А. Н. Туполев, оказавшийся в «Болшево» осенью 1938 года, должен был спроектировать тяжёлый 4-моторный пикирующий бомбардировщик, с недостижимой для того времени дальностью полёта. С большим трудом ему удалось переубедить Берию изменить задание на создание 2-моторного фронтового пикирующего бомбардировщика.

### Продолжение деятельности на ул. Радио в Москве

Главный конструктор ЦКБ-29 В. М. Петляков. Проект «100»

По мере того, как работа над проектами подходила к новой стадии и для её продолжения требовался станочный парк, с конца 1938 года бригады стали по очереди переводить в Москву, в здание Конструкторского отдела сектора опытного самолётостроения (КОСОС — ЦАГИ). Первой переехала бригада В. М. Петлякова, специально для которой в здании КОСОС был образован Спецтехотдел (СТО). В результате проект тяжёлого истребителя, позже ставшего прототипом легендарного пикирующего бомбардировщика Пе-2, был назван сначала «СТО», а затем «100». В. М. Мясищев со своей бригадой перебрался из Болшева вторым, и его проект получил шифр «102». Затем наступила очередь бригады Туполева. В Спецтехотделе, который к тому времени изменил своё название на ЦКБ-29 НКВД, его проект бомбардировщика АНТ-58 стал называться «103». Последней в КОСОС прибыла бригада Д. Л. Томашевича, но её самолёт по непонятным причинам получил условный код не «104», а «110». Видимо, в недрах ведомства Берии уже где-то существовали отделы с этими номерами, или они были зарезервированы для других КБ.
Потребность в специалистах постоянно возрастала. А. Н. Туполеву, В. М. Петлякову, В. М. Мясищеву и Д. Л. Томашевичу было предложено составить списки авиаинженеров, которыми необходимо пополнить бригады. Андрей Николаевич хорошо помнил печальный опыт Д. П. Григоровича в ЦКБ-39 ОГПУ, когда по его спискам тех конструкторов, кто находился на свободе, просто арестовывали, судили и выносили им скорые приговоры. Поэтому А. Н. Туполев искал себе специалистов среди тех, кто уже находился где-то в лагерях ГУЛАГа. Л. Л. Кербер, отбывавший срок в Кулойлаге и оказавшийся в «шараге» именно по такому списку, вспоминал:
А. Н. Туполев рассказывает — уже много времени, как мы вас включаем в списки нужных для работы специалистов, но всё безрезультатно, ГУЛАГ тщетно разыскивал в своих кладовых, от Минска и до Колымы, от Джезказгана и до Норильска. «Слава Аллаху, что нашли живыми, могло бы быть и иначе, — с грустью говорит старик, — ведь многих, ох, очень многих так и не нашли».Кербер Л. Л. Туполев: (Воспоминания)
Точно так же в ЦКБ-29 были буквально вытащены из лагерей С. П. Королёв, В. А. Чижевский, И. Г. Неман, С. М. Егер и многие другие.
Но и этого было недостаточно — в ЦКБ-29 рядом с осуждёнными трудились вольнонаёмные специалисты. Чаще всего они занимали вспомогательные технические должности — инженеров среднего звена, техников, чертёжников, хотя бывали и исключения. Уже после начала войны одним из заместителей А. Н. Туполева стал известный авиаконструктор, вольнонаёмный А. А. Архангельский. Парадокс заключался в том, что руководил тем или иным подразделением, как правило, заключённый, а подчинялись ему вольнонаёмные сотрудники. Выражалось это в следующих деталях. Все заключённые конструкторы и инженеры теряли своё имя и не могли, в отличие от вольнонаёмных, подписывать им документы. Его заменяло факсимиле, попросту штампик с четырьмя цифрами, или, как его называли, «копыто». Факсимиле прикладывалось вместо подписи к чертежам, расчётам и т. д. Сумма цифр факсимиле (кроме главного конструктора) определяла под чьим руководством работал специалист: если у А. Н. Туполева, например, факсимиле имел номер 0011, то у его заместителя Н. И. Базенкова — 0065; начальники бригад А. Н. Туполева имели номера 0056, 0074, 0092 и т. д. Главное, что у всех подчинённых А. Н. Туполеву сотрудников сумма цифр «копыта» составляла «11».

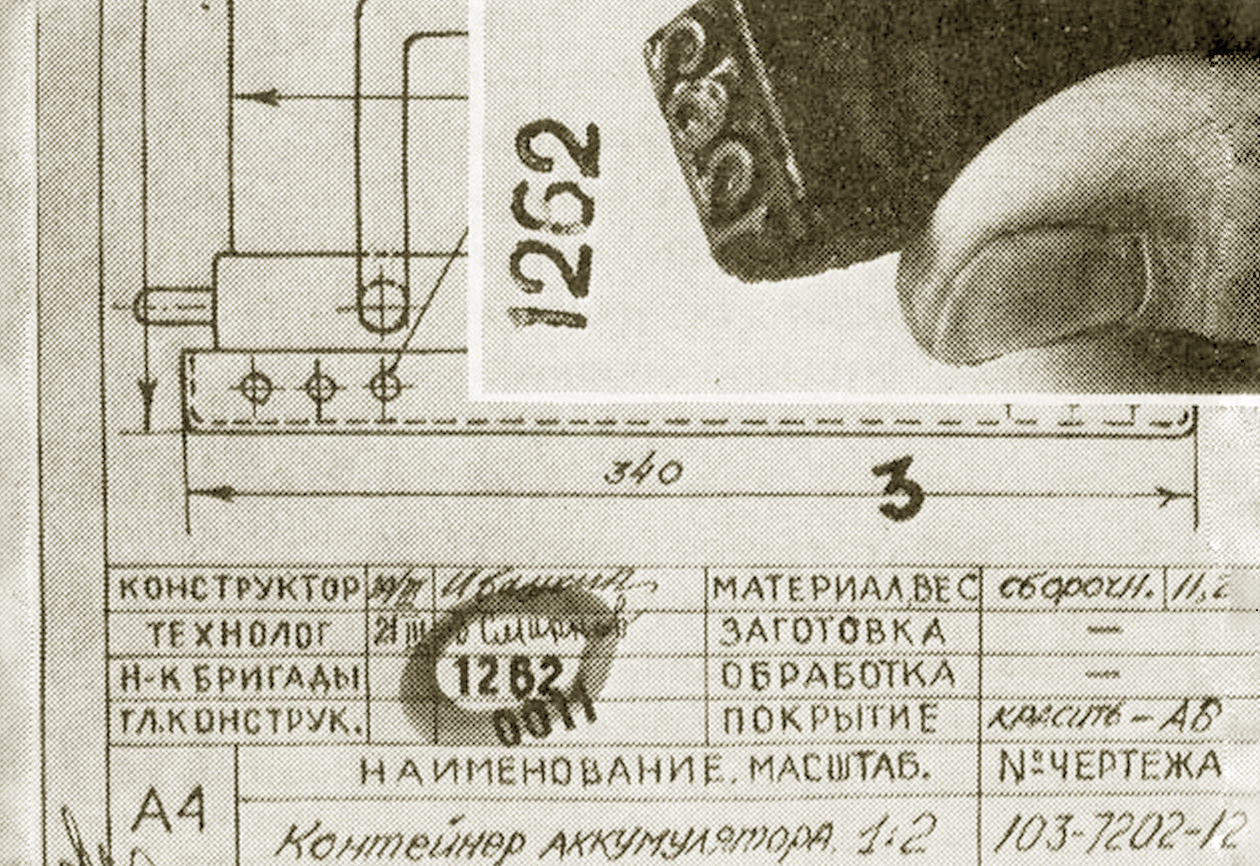
Факсимиле Л. Л. Кербера

Руководство «шараги» не уставало напоминать вольнонаёмным, что они работают с «врагами народа», что необходима бдительность, и от этих «выродков» можно ожидать любых козней. Тем не менее вольнонаёмные, рискуя оказаться на нарах, как правило, очень тепло относились к заключённым:
Всё оказалось гораздо проще. Приняли нас не как «врагов народа», а как обиженных жизнью людей. По утрам в ящике стола мы находили знаки их трогательного внимания — цветок, конфеты, пачку папирос и даже газету. Пообвыкнув, они даже откровенно сообщали: а с Н. будьте осторожны, он — «стукач».Кербер Л. Л. Туполев (Воспоминания)
Состав бригад был весьма представительным. Вот, например как выглядела бригада главного конструктора А. Н. Туполева (в подавляющем большинстве — все заключённые):
- заместитель — Н. И. Базенков.
- начальники бригад (отделов) в составе бригады А. Н. Туполева:
  - конструкторский — проф. А. М. Черёмухин;
  - аэродинамики — А. Э. Стерлин;
  - статиспытаний — проф. Г. А. Озеров;
  - аэроупругости — Н. А. Соколов;
  - теоретических расчётов — академик А. И. Некрасов;
  - фюзеляжа — проф. И. Г. Неман;
  - центроплана — проф. В. А. Чижевский;
  - оперения и управления — Д. С. Марков;
  - крыла — С. П. Королёв, затем его место занял Б. А. Саукке[6];
  - гермокабин и кондиционирования — проф. М. Н. Петров;
  - гидрооборудования — проф. А. Р. Бонин[15];
  - приборного оборудования — проф. Г. С. Френкель[8];
  - электро и радио — Л. Л. Кербер;
  - вооружения — проф. А. В. Надашкевич;
  - шасси — Т. П. Сапрыкин[16];
  - компоновки — С. М. Егер;
  - технологии — С. А. Вигдорчик;

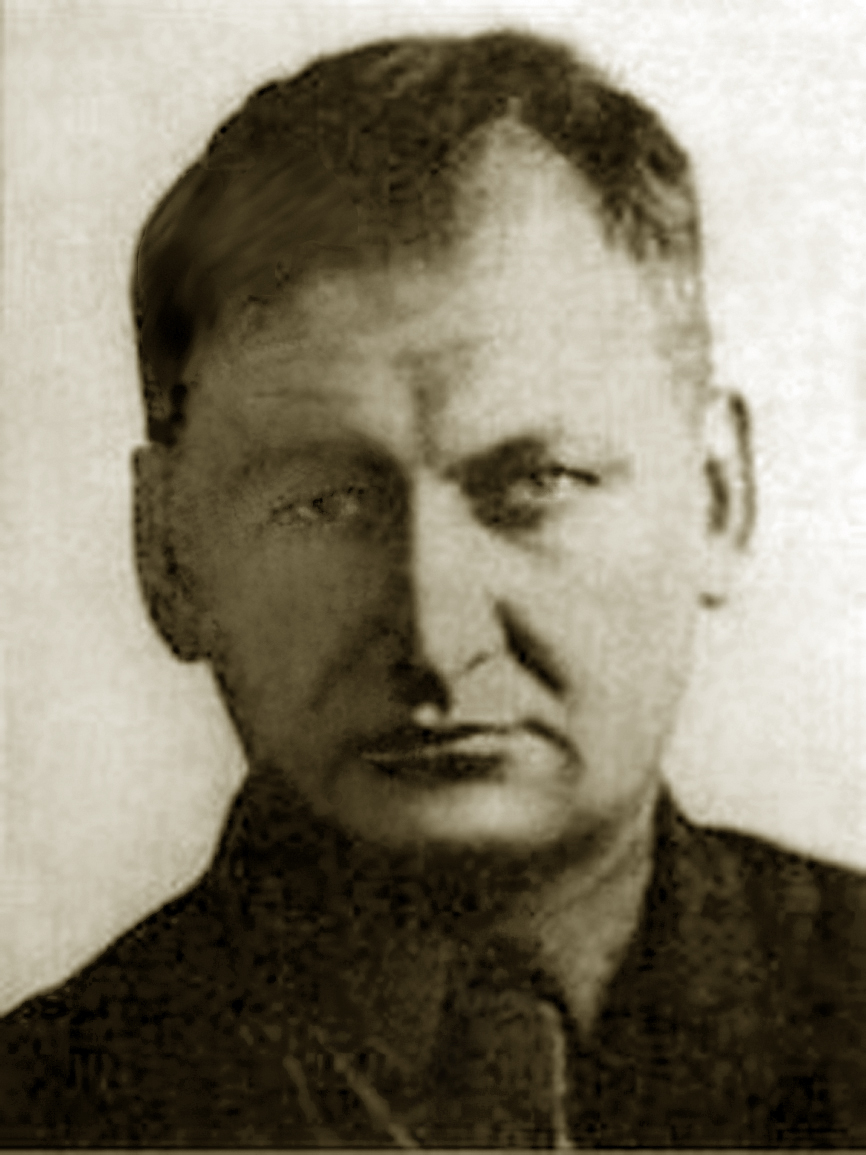
Главный конструктор ЦКБ-29 Д. Л. Томашевич. Проект «110»

Лишь бригадами моторного оборудования руководили вольнонаёмные А. П. Балуев и Б. С. Иванов.
Командовали же А. Н. Туполевым и его бригадой люди, весьма далёкие от техники, чаще всего не имевшие образования. Начальником бригады был майор госбезопасности В. Балашов, его заместителем — майор госбезопасности Крючков. Характеризует их эрудицию например такой эпизод, описанный Л. Л. Кербером:
К Устинову, «руководившему» проектом 102 В. М. Мясищева, обратились два зека с предложением создать двухтактный бензиновый двигатель для бортового агрегата. «А какие употребляются сейчас?» — поинтересовался тот. «Четырёхтактные» — ответили ему. «Переходить сразу на двухтактные рискованно, — заметил Устинов, — не лучше ли вам заняться трёхтактными?» Иначе, как «трёхтактный», его с тех пор не называли.Кербер Л. Л. Туполев (Воспоминания)
Заключённые ЦКБ-29, как впрочем и всех других «шарагах», пользовались особыми привилегиями. В здании КОСОС ЦКБ-29 занимало охраняемый верхний этаж, где находились и спальные помещения, и рабочие кабинеты (чаще огромные залы). Спальные помещения были относительно благоустроенны. Ежедневно сюда приносили свежую прессу. Заключённые могли заказывать в библиотеке книги, причём не только техническую литературу. Питание было «ресторанным», можно было заказывать самые дорогие папиросы, хотя чаще всего зеки предпочитали «Беломор». Ежедневно полагались прогулки, для чего была приспособлена крыша здания КОСОС. Но главное, за что заключённые могли пожертвовать всеми остальными своими правами — это свидание с близкими. Кроме всего прочего, наличие свиданий, а в подавляющем большинстве в ЦКБ-29 трудились москвичи, заставляло НКВД особо относиться к членам их семей. На них не распространялось понятие «член семьи врага народа». Их не выгоняли из квартир, не выселяли из Москвы, и даже выплачивали зарплату их мужей. В НКВД понимали, что для эффективной работы заключённый должен быть уверен, что у него дома всё в порядке.

### В эвакуации

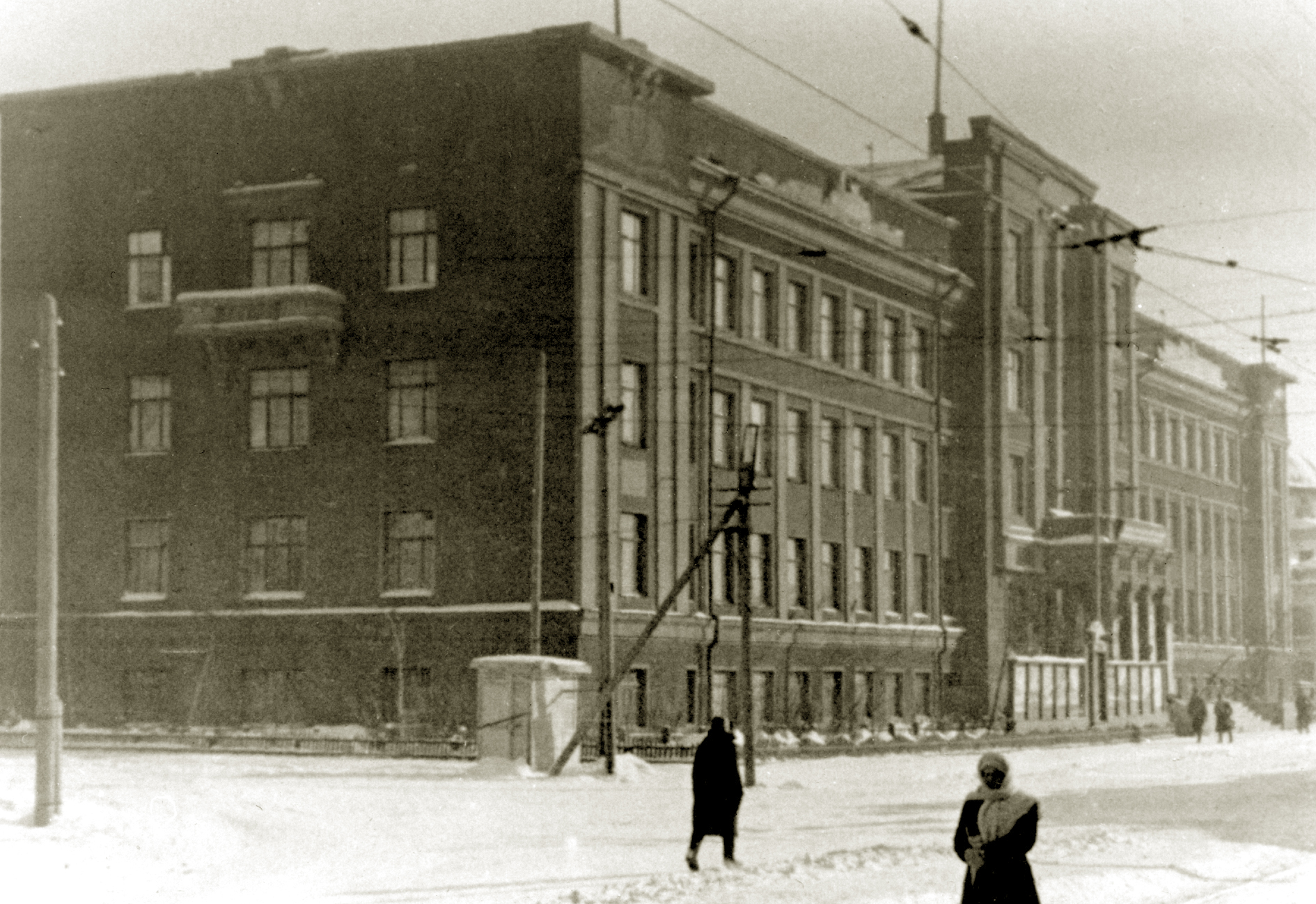
Здание управления Иртышского речного пароходства в Омске, где в 1941—1943 годах размешалось ОКБ Туполева. 1943 г.

С весны 1941 года, в связи с пересмотром дел, которые начались после смещения и последующего расстрела наркома Н. И. Ежова, отдельные заключённые стали обретать свободу. С началом Отечественной войны, когда стало ясно, что ЦКБ-29 будет эвакуировано на восток, стали выходить на волю и некоторые руководители. Так, в июле 1941 года оказался на свободе А. Н. Туполев. Связано это было с «производственной целесообразностью»: организовать эвакуацию огромного коллектива и сложного производства из тюремной камеры было невозможно.

Главный конструктор ЦКБ-29 А. Н. Туполев (проект «103») в Омске. 1942 г. Архив С. П. Королёва

В эвакуацию ехали несколькими эшелонами: отдельно везли заключённых в теплушках под охраной «вертухаев», отдельно, в более комфортабельных условиях ехали вольнонаёмные с семьями, отдельно везли заводское оборудование и опытные самолёты. По приезде в Омск ЦКБ-29 разделилось. Бригады В. М. Мясищева и Д. Л. Томашевича расквартировали на левом берегу Иртыша, в Куломзине (ныне — ст. Карбышево в южной части Омска). Там на базе авиаремонтных мастерских ГВФ был организован небольшой завод опытного самолётостроения. Что касается В. М. Петлякова, то он со своей бригадой ещё раньше проследовал в Казань, где принялся налаживать выпуск бомбардировщика Пе-2.
Бригада (ОКБ) Туполева оказалась в Омске в конце августа. Здесь объявили, что в первую очередь предстоит завершить постройку опытных самолётов и, главное, запустить их сразу в серию. А ведь никакого авиазавода в Омске в то время не было. Его необходимо было создать на базе недостроенного небольшого автосборочного цеха и завода тракторных прицепов. Несуществующему заводу присвоили № 166. Уже в декабре новому предприятию предстояло начать выпуск тяжёлого бомбардировщика Ту-2 (такое название получало изделие «103В»). Само ОКБ разместили в здании управления Омского речного пароходства на правом берегу Иртыша в центре города. Станки устанавливали прямо в поле под открытым небом, и тут же рабочие занимали возле них свои места. Стены цехов возводили вокруг уже работающих станков. Как и полагается в ведомстве НКВД, строительством занимались заключённые, которых нагнали из ближайших лагерей ГУЛАГа. Предстояло построить производственный цех площадью 30 тыс. м², вспомогательный корпус в 10 тыс. м², аэродром и шестьдесят жилых бараков. К удивлению, всё это было выполнено в указанные сроки. В конце 1941 года бомбардировщики Ту-2 стали выходить из сборочного цеха завода, но уже в 1942 году их выпуск был временно прекращён. Очень скоро это будет признано ошибкой, но таково было распоряжение свыше — любимец Сталина, авиаконструктор А. С. Яковлев, убедил его, что в Омске должны выпускаться истребители.
С августа 1941 года, но уже в эвакуации, заключённых постепенно стали освобождать, хотя это совершенно не означало, что они могли покинуть ЦКБ-29. Собственно, они и не стремились к этому. Весной 1942 года была освобождена следующая партия зеков. К 1944 году, когда ОКБ должны были возвращаться в Москву, позорное заведение под названием ЦКБ-29 уже не существовало.

## Дополнительные списки

### Сотрудники ЦКБ-29, ставшие академиками и членами-корреспондентами АН СССР
1. Королёв, Сергей Павлович — академик АН СССР с 1958 года
2. Крутков, Юрий Александрович — член-корреспондент АН СССР c 1933 года
3. Некрасов, Александр Иванович — академик АН СССР с 1953 года.
4. Стечкин, Борис Сергеевич — академик АН СССР с 1953 года.
5. Румер, Юрий Борисович (выдвигался, но не был избран в Академию)
6. Туполев, Андрей Николаевич — академик АН СССР с 1953 года.
7. Егер Сергей Михайлович — член-корреспондент АН СССР с 1984 года.

### Конструкторы ЦКБ-29, не упомянутые в тексте
1. Александров, Владимир Леонтьевич
2. Вахмистров, Борис Сергеевич (вооружение)
3. Енгибарян, Амик Аветович (электрооборудование)
4. Изаксон, Александр Маркович (вертолёты)
5. Качкачян, Михаил Минаевич (приборы)
6. Коренев, Георгий Васильевич (динамика полета и управление)
7. Меерсон, Соломон Моисеевич (вооружение)
8. Термен, Лев Сергеевич (радио)
9. Шлезингер, Борис Исаевич

## Архитектура здания на ул. Радио, д. 22-24
Здание построено в 1932—1935 годах по проекту А. В. Кузнецова и В. А. Веснина. Выполнено в стиле позднего конструктивизма в каркасных конструкциях, с огромным цилиндрическим элементом. Обладает выразительной пластикой и является ценным архитектурным памятником этого стиля.